# Мост через Надым
Совмещённый одноуровневый мостовой переход через реку Надым открыт 11 сентября 2015 года. Pасполагается одновременно на автодороге Сургут — Салехард и на железнодорожной линии Салехард — Надым — Коротчаево. Является элементом Северного широтного хода, который свяжет Заполярье с центром России и Уралом.
Общая протяжённость перехода — 3,1 км, включая сам мост (1334 м) и участки подходов (1770 м). Длина пролётного строения — 110 м. Начало строительства — 2011 год, открытие автодорожного перехода — 2015 год. Работы по строительству железнодорожной части моста были отложены.
Строительные компании, участвовавшие в возведении моста — ОАО «Мостострой-11»,"ОАО Мостострой-12", ЗАО «Курганстальмост», ООО «Уренгойдорстрой».